# Alagoinha (Pernambuco)
Alagoinha è un comune del Brasile nello Stato del Pernambuco, parte della mesoregione dell'Agreste Pernambucano e della microregione della Vale do Ipojuca.
La città si anima tutti gli anni nel mese di dicembre per il Natale, quando viene organizzata una bella festa di carattere rurale, dove i partecipanti amano mascherarsi da contadini.

## Storia
L'insediamento di Alagoinha venne fondato nel 1805 da Gonçalo Antunes Bezerra; divenne poi una città il 31 dicembre 1948.